# Rudolf Steiner
Rudolf Joseph Lorenz Steiner (Donji Kraljevec, 25 of 27 februari 1861 – Dornach, 30 maart 1925) was een Oostenrijkse esotericus, schrijver, architect, filosoof die een geheel eigen zienswijze op pedagogie had. Hij is bekend geworden als grondlegger van de antroposofie en zijn praktische toepassingen, zoals de Vrije scholen in Nederland, in België de Steinerscholen, in Duitsland bekend onder de naam Waldorfschule, de antroposofische geneeswijze, de heilpedagogie, de sociale driegeleding en de biologisch-dynamische landbouw. Ook heeft hij hulp en advies geboden bij de oprichting van het kerkgenootschap De Christengemeenschap.
Een aanzienlijk aantal ideeën van Steiner worden door de wetenschappelijke en academische wereld als pseudowetenschappelijk beschouwd. Hij was ook vatbaar voor pseudogeschiedenis.

## Steiner over antroposofie
Steiner karakteriseerde zijn systeem van antroposofie als volgt:

"Antroposofie is een weg naar inzicht die het geestelijke in de mens met het geestelijke in de kosmos wil verbinden. Zij maakt zich in de mens kenbaar als een behoefte van het hart en van het gevoel. Zij moet haar rechtvaardiging vinden in het vermogen deze behoeften te bevredigen. Alleen diegene die in de antroposofie vindt waar hij vanuit zijn gemoed naar zoeken moet, kan haar waarde erkennen. Daarom kunnen antroposofen alleen mensen zijn die bepaalde vragen over het wezen van de mens en wereld even existentieel ervaren als zij honger en dorst ervaren."
— Rudolf Steiner, Kerngedachten van de antroposofie [Wat Michaël wil] (1924, vertaling 1996)

Rudolf Steiner zag de geschiedenis van de mensheid als een progressieve ontwikkeling van de individuele ziel, maar wel als onderdeel van een spirituele hiërarchie. In oudere tijdperken had de ziel in een meer of minder dromend bewustzijn een directe waarneming of gewaarwording van geestelijke wezens. Deze gewaarwordingen verdwenen langzaam maar zeker met de ontwikkeling van de mens tot een zelfstandig individu met een eigen verstand en een Ik-bewustzijn. Uitgaande van dit Ik-bewustzijn is het volgens Rudolf Steiner mogelijk opnieuw tot waarneming van geestelijke wezens en het geestelijke in de kosmos te komen. Dat deze ontwikkeling mogelijk is, is volgens Rudolf Steiner een van de gevolgen van de Christusimpuls in de wereld.
Steiner verkondigt dat organismen (en de mens in het bijzonder) en de processen die zich in hen afspelen, het resultaat zijn van invloeden uitgaande zowel van de aarde als vanuit de kosmos (zon, maan en sterren). Hij werkte op het gebied van astronomie samen met Elisabeth Vreede, die de leider werd van de Mathematisch-Astronomische Sectie van de Antroposifische Vereniging.
Hij bracht zijn eigen vermeende buitenzintuiglijke waarnemingen in verband met de natuurwetenschappelijke waarnemingen van Johann Wolfgang Goethe (1749-1832), die onder meer een theorie had ontwikkeld over de groei van de plant. Volgens Steiner bevestigden zijn buitenzintuiglijke waarnemingen sommige klassieke theorieën, onder andere van Aristoteles. Zo aanvaardde hij bijvoorbeeld de indeling van de menselijke psyche in vier basistemperamenten, namelijk het cholerische, het sanguinische, het flegmatische en het melancholische temperament. Steiner bracht deze indeling, in navolging van de oude leer van de vier humores, in verband met de vier elementen.

## Biografie

### Jonge jaren (1861-1890)

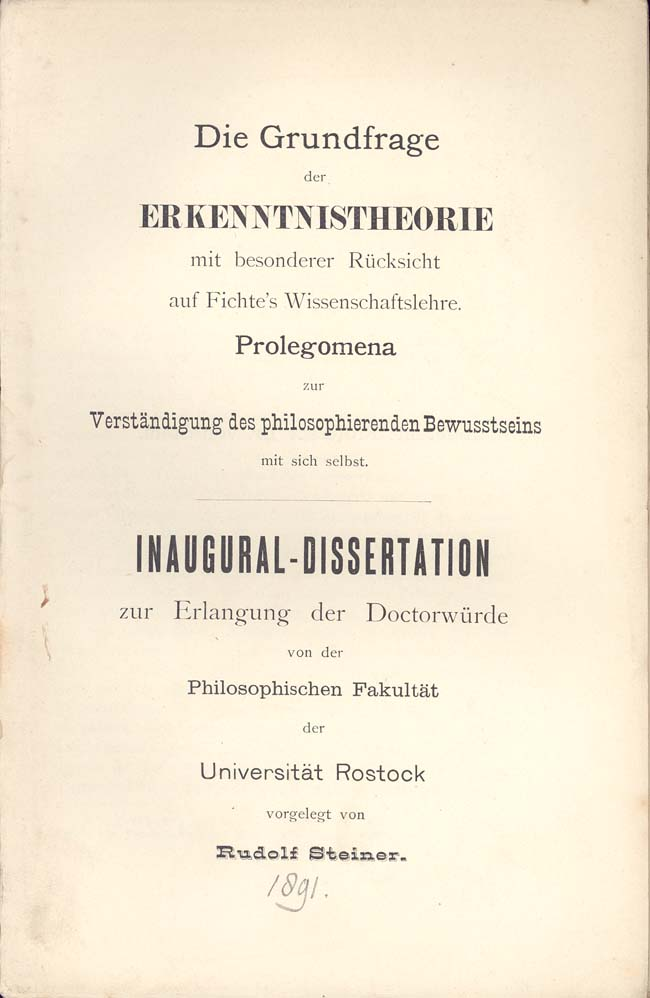
Die Grundfrage der Erkenntnistheorie
(Rostock, 1891)
Coll. Universiteitsbibl.Leiden

Steiner werd waarschijnlijk op 25 februari 1861 - hijzelf geeft zowel 25 als 27 februari op als geboortedatum - geboren als de zoon van Johann Steiner (1829-1910) en Franziska Blie (1834-1918) en rooms-katholiek gedoopt op 27 februari 1861. Steiners vader was een jager in dienst van graaf Hoyos in Geras, en werd later telegrafist en stationschef bij de Zuid-Oostenrijkse spoorwegmaatschappij. Toen Steiner geboren werd, was zijn vader gestationeerd in Donji Kraljevec in de provincie Međimurje, anno 2019 de meest noordelijke provincie van Kroatië, maar destijds een deel van Oostenrijk-Hongarije. Toen hij twee jaar oud was, verhuisde de familie naar het Burgenland in Oostenrijk.
Steiner werd na het basisonderwijs leerling aan de Bürgerschule van Wiener Neustadt, waar hij een vroege interesse in wiskunde en filosofie ontwikkelde: pas 16 jaar oud - Steiner zelf beweert in zijn autobiografie tussen zijn 14de en 15de jaar, maar op basis van de gebruikte uitgave kan worden vastgesteld dat het ten vroegste op zijn 16de was - had hij reeds de Kritik der reinen Vernunft, het hoofdwerk van Immanuel Kant, gelezen (Zander 2011:16-19). Van 1879 tot 1883 studeerde hij aan de technische hogeschool in Wenen, waar hij zich specialiseerde in wiskunde, met als bijvakken natuurkunde en scheikunde (Lindenberg:65-66). Hij brak zijn studies voortijdig af, onder andere vanwege financiële redenen, en verliet de hogeschool zonder academische graad. Hij verdiende daarna de kost als privéleraar en als redacteur en auteur voor tijdschriften, lexica en uitgaven van literaire en filosofische werken. In 1889 maakte Steiner kennis met het werk van Friedrich Nietzsche en was vooral geboeid door diens spirituele kwaliteiten als "strijder voor de vrijheid".

### Weimar (1890-1897)
Het resultaat van het onderzoek naar Nietzsches werk publiceerde Steiner in het boek Friedrich Nietzsche. Ein Kämpfer gegen seine Zeit (1895). Gedurende deze tijd werkte hij ook aan de verzamelde werken van Arthur Schopenhauer (1894, 12 delen). Daarnaast werkte Steiner aan verschillende uitgaven van Goethes wetenschappelijke werken (onder andere aan de "Sofienausgabe" die werd uitgegeven in opdracht van de inmiddels overleden groothertogin Sophie van Saksen) en was van 1890 tot 1897 medewerker van het Goethe-Archief in Weimar. Hij maakte een diepgaande studie van de wetenschappelijke methode die Goethe gevolgd moest hebben bij zijn onderzoeken en schreef daar enkele werken over (onder andere Goethes Weltanschauung, Grundlinien einer Erkenntnistheorie der Goetheschen Weltanschauung en de commentaren bij de door J. Kürschner's uitgegeven werken in de serie Deutsche National Literatur). Dergelijke baan was echter een twijfelachtige eer: Goethes wetenschappelijke werken waren gezien als waardeloze proza en slechte wetenschap.
In 1891 promoveerde hij - zonder er ingeschreven te zijn - aan de universiteit van Rostock in de filosofie met een dissertatie met als titel Die Grundfrage der Erkenntnistheorie. Het doctoraat werd niet gehomologeerd door de universiteit, maar werd op 26 oktober 1891 uitgereikt door professor Heinrich von Stein, docent aan de universiteit, met als commentaar 'rite' of 'ausreichend', dus 'voldoende' (Zander 2011: 83). Enkele jaren later verscheen deze dissertatie als boek onder de titel Wahrheit und Wissenschaft, dat hij in 1894 verder uitwerkte in Die Philosophie der Freiheit, dat hij later als grondlegging zou beschouwen voor zijn verder werk in de antroposofie. Het beargumenteerde de mogelijkheid dat mensen spiritueel vrije wezens kunnen zijn door de bewuste denkactiviteit. De poging die hij in dit boek deed om het transcendentaal idealisme, de filosofie van Immanuel Kant, te ontkrachten werd afgewezen door sommige filosofen en geaccepteerd door anderen, en bleef onbekend bij de meesten. Het filosofische werk van Steiner wordt doorgaans niet als belangrijk beschouwd - zijn naam komt haast nooit voor in naslag- of overzichtswerken - en hij wordt meestal niet als filosoof (of wetenschapper) beschouwd, maar veeleer als een esotericus. Heel uitzonderlijk wordt hij wel eens vermeld: een buitenbeentje als de in astrologie en de jungiaanse archetypeleer gespecialiseerde filosoof Richard Tarnas noemt Steiner in zijn boek The Passion of the Western Mind bv. een belangrijk figuur in de hele geschiedenis van het denken. Halverwege 1892 betrok Steiner te Weimar een kamer bij de acht jaar oudere weduwe Anna Eunike (1853-1911), die later diens eerste echtgenote zou worden (Lindenberg 2011:210-211).

### Berlijn (1897-1912)
In 1897 trok Steiner naar Berlijn en liet al snel ook Anna Eunike overkomen met wie hij op 31 oktober 1899 in het huwelijk trad in Beelitz bij Potsdam (Lindenberg 2011:286). In het begin van deze Berlijnse periode ging het Steiner financieel niet voor de wind en op intellectueel vlak leek hij een beetje op de dool: hij zocht aansluiting bij o.a. de beweging van het Individualistisch anarchisme (de bekende anarchist John Henry Mackay was een van zijn trouwgetuigen), zette zich in een campagne in voor Alfred Dreyfus, ging om met voorvechters van het feminisme (bv. Ellen Key), de emancipatie van homoseksuelen (bv. Magnus Hirschfeld), gaf les aan de socialistische Arbeiter-Bildungsschule, maar begon tevens, als medestichter van de Giordano Bruno-Bund, belangstelling te vertonen in de esoterie (Lindenberg 2011:274-275; Zander 2007:1245-1246). Later zou Steiner zich slechts zelden en meestal negatief uitlaten over deze periode als bohemien: in een brief aan zijn vrouw uit 1904 schreef hij bijvoorbeeld dat hij zich niet had mogen inlaten met "de vuiligheid van deze jongeren", dat het een "eerlijke vergissing was" en dat hij dat had moeten bekopen met "heel vuile roddels" (Lindenberg 2011:275). Rond de eeuwwisseling leerde hij Marie von Sivers (1867-1948) kennen, die in november 1900 was toegetreden tot het Deutsche Theosophische Gesellschaft en wellicht ook een belangrijke rol speelde in Steiners toetreding (Lindenberg 2011:324 & 326; Zander 2007:124, 392 & 395-396). Zij zou een van zijn nauwste vrienden, zijn belangrijkste medewerkster en uiteindelijk ook zijn tweede echtgenote worden: nadat  Marie von Sivers einde 1903 haar intrek nam in Steiners huis zou Anna Eunike na enkele maanden de echtelijke woning verlaten en in juni 1904 van hem scheiden (Lindenberg 2011:356; Zander 2007:241). Ondertussen, in januari 1902, was ook Steiner officieel toegetreden tot de Duitse tak van de Theosofische Vereniging waarvan hij al snel de secretaris-generaal werd (Zander 2007:127).
Steiner ging zich nu haast uitsluitend toeleggen op mystieke en esoterische onderwerpen, waarbij hij ook reeds heel vroeg een eigen visie op de theosofie ging verkondigen, een op 'geesteswetenschappelijke' grond gestoelde en meer op de westelijke christelijke mystiek en occultisme georiënteerde versie - vooral de rozenkruisers genoten op dat moment zijn belangstelling - die afweek van de vooral op de oosterse religiositeit geschoeide versie van stichteres Helena Blavatsky (Zander 2007:122-146 & 836-858). Ondanks dit duidelijke accentverschil, dat uiteindelijk zou leiden tot een breuk met de theosofie, nam Steiner elementen over uit de oosterse religies, zoals het geloof in karma en reïncarnatie, elementen die een blijvende en centrale rol in zijn denken zouden blijven spelen. Steiner werd ook sterk beïnvloed door de pseudohistorische gedachten van Blavatsky, zoals die bv. volgens werden uiteengezet in de occulte Stanza's van Dzyan, in werkelijkheid een product van Blavatsky's verbeelding, een samenraapsel van teksten uit oude mystieke teksten zoals de Zohar en allerlei populaire speculaties uit eerder verschenen esoterische boeken. Veel van de centrale speculaties uit deze traditie, bv. de verhalen over Atlantis en andere verdwenen continenten of de bizarre rassenleer die uitgaat van zeven wortelrassen die miljoenen jaren geleden zouden hebben bestaan, werden door Steiner overgenomen, die op zijn beurt beweerde dat hij de informatie via helderziendheid zou hebben ontleend aan de al even fictieve Akashakroniek (Zander 2007:564, 608 & 615-648).
Onder invloed van Steiner begon er zich in toenemende mate een tweespalt af te tekenen tussen de internationale theosofische beweging en de Duitse tak, op een moment dat er zowel om inhoudelijke redenen als een interne politieke machtsstrijd grote spanningen ontstonden in die beweging. Na de dood van Henry Steel Olcott, de opvolger van Blavatsky, beweerde Annie Besant dat aan zijn doodsbed spirituele Mahatma's zouden zijn 'verschenen' die haar als opvolgster hadden aangewezen, een bewering waartegen Steiner zich hevig verzette (Lindenberg 2011:409-410; Zander 2007:102, 105 & 138-141). Een verder verwijdering ontstond naar aanleiding van een factie binnen de theosofische beweging onder leiding van Charles Webster Leadbeater die in 1911 verkondigde dat de toen zestienjarige Jiddu Krishnamurti als Maitreya of Boeddha moest beschouwd worden en een incarnatie was van Christus. Nadat Steiner en zijn aanhangers eisten dat degenen die dit geloof aanhingen de organisatie moesten verlaten en ook aandrongen op het aftreden van Besant, besloot die laatste op  7 maart 1913 om de door Steiner geleide Duitse tak van het theosofisch gezelschap op te heffen (Lindenberg 2011:502-503; Zander 2007:162-164). Ondertussen, op 28 december 1912 te Keulen, was reeds een nieuwe organisatie in het leven geroepen, het Anthroposophische Gesellschaft of Antroposofisch Genootschap (Lindenberg 2011:502; Zander 2007:169).
Steiner was grootmeester van Oude en Primitieve Ritus Memphis-Misraïm. Hij had de maçonnieke graden 33 en 95.

### Dornach (1913-1925)
Hoewel Steiner en Marie von Sivers officieel tot 1923 in Berlijn woonden, verbleven ze daar slechts zelden omdat ze zeer vaak op reis waren en gedurende lange periodes te Dornach in Zwitserland verbleven. Qua ideeën stond Steiner nog zeer dicht bij de theosofie, hoewel hij gaandeweg wel zijn terminologie aanpaste en bijvoorbeeld van antroposofie of geesteswetenschap ging spreken in plaats van 'theosofie' (in de latere heruitgaven van vroege werken werd de term 'theosofie' vervangen door 'antroposofie'). Steiner begon ook steeds meer interesse voor kunst en architectuur te ontwikkelen en tussen 1913 en 1922 werd onder zijn leiding te Dornach het Goetheanum opgetrokken als centrum voor de antroposofische beweging en vestiging voor de geplande Freie Hochschule für Geisteswissenschaft. Dat houten bouwwerk, dat op 1 januari 1923 door brandstichting werd vernield, zou vervangen worden door een tweede betonnen Goetheanum waaruit blijkt dat Steiners visie op de bouwkunst sterk geëvolueerd was in de richting van een meer organische architectuur, en Steiner wordt terecht beschouwd als een van de grondleggers van deze stijl, waarvan o.a. Antoni Gaudi en Friedensreich Hundertwasser ook tot de belangrijke stichters worden gerekend.
Tijdens de laatste jaren en in de nasleep van de Eerste Wereldoorlog wordt Steiner opnieuw actiever op het vlak van de politiek. Hij publiceert in 1919 Aufruf an das deutsche Volk und an die Kulturwelt, ondertekend door o.a. Hermann Bahr, Hermann Hesse en Bruno Walter, een pamflet waarin het Duitse volk wordt aangemoedigd zijn 'wereldhistorische missie' opnieuw op te nemen en waarin reeds een eerste schets wordt gegeven van de sociale driegeleding die hij later in meer detail zou uitwerken (Lindenberg 2011:650-651; Zander 2007:1297-1298). In datzelfde jaar schreef hij een voorwoord bij Die 'Schuld' am Kriege, een poging om de Kriegsschuldfrage, de vraag wie nu eigenlijk verantwoordelijk was voor de Eerste Wereldoorlog, te beantwoorden ten voordele van Duitsland op basis van de memoires van de ondertussen overleden generaal Helmuth von Moltke, waarbij Steiner aanvoerde dat Duitsland door zijn tegenstanders gedwongen werd tot die oorlog, een oorlog die gevoerd moest worden "voor onze nationale existentie, voor het voortbestaan van ons volk" (Lindenberg 2011: 660-662; Zander 2007:1265-1271). Van een heel andere orde, zowel ideologisch als ethisch, was de financiering door Steiner van Die Entente-Freimaurerei und der Weltkrieg (1919) van Karl Heise, waarvoor Steiner eveneens het voorwoord schreef en dat gedeeltelijk op zijn ideeën was gebaseerd. Die publicatie bevatte een complottheorie waarin beweerd werd dat de oorlog het gevolg was van een samenzwering tussen vrijmetselaars en joden - nog steeds favoriete zondebokken van complotdenkers - met als doel Duitsland te vernietigen, en het geschrift werd later om begrijpelijke redenen enthousiast ontvangen door de nationaalsocialisten.
Voor Steiner was dit een uiterst vruchtbare periode: hij gaf tal van lezingen, schreef vele werken en begon zich ook meer en meer in te zetten om de antroposofische gedachten in de praktijk om te zetten. Uit die drang om ook praktische toepassingen te vinden voor de theoretische overwegingen sproten onder andere een eigen onderwijsprogramma, de Waldorfpedagogiek, de samen met Ita Wegman ontwikkelde antroposofische geneeswijze, een therapeutische pedagogiek voor kinderen met een beperking in de vorm van de heilpedagogie, een expressieve dans- en bewegingskunst die bekend staat als de euritmie en, helemaal op het einde van zijn leven, ook de biologisch-dynamische landbouw. 
In deze laatste periode van zijn leven bood Steiner ook hulp en advies aan bij de oprichting van het kerkgenootschap De Christengemeenschap. In de vroege herfst van 1924 werd Steiner ernstig ziek en bedlegerig, en op 30 maart 1925 overleed hij uiteindelijk op 64-jarige leeftijd. Zijn lichaam werd te Basel gecremeerd en bleef daarna nog zeventig jaar lang bewaard, eerst in Steiners atelier en daarna in het Goetheanum, en werd ten slotte op 3 november 1992 bijgezet in het gedenkbosje naast het Goetheanum.
Volgens de Solothurn Politie, Steiner was geestelijk niet normaal, maar niet gevaarlijk. Anderen menen dat Steiner was schizofreen. Anthony Storr, John S. Price en Anthony Stevens zijn het niet met me eens.

## Ontstaan antroposofie
Rudolf Steiner heeft zich als esotericus ontwikkeld binnen de Theosofische Vereniging; hij was voorzitter van de Duitse sectie. De theosofie heeft veel 'meegenomen' van het neoplatonisme (Marsilio Ficino), en dit gedachtegoed is ook terug te vinden in de antroposofie.
In zijn vroege filosofische werken behandelt Rudolf Steiner de problematiek van het menselijke kenvermogen en de menselijke vrije wil. Hij weerlegt enkele zogenaamde vooroordelen van Immanuel Kant en laat zien hoe de ideeën van Goethe, Fichte en Hegel verder ontwikkeld kunnen worden. Hoogtepunt van deze periode is zijn boek Filosofie van de vrijheid.
Vanaf de eeuwwisseling (1900) trad Rudolf Steiner naar buiten met voordrachten en werken over esoterische onderwerpen waarvoor aanvankelijk alleen binnen kringen van de Theosofische Vereniging belangstelling bestond. In deze periode schreef hij zijn basiswerken 'Theosofie', 'De wetenschap van de geheimen van de ziel' en 'De weg tot inzicht in hogere werelden'.
In 1912 verliet Steiner de Theosofische Vereniging in verband met een fundamentele onenigheid met het bestuur met betrekking tot hun bedoeling om de toen nog jonge Jiddu Krishnamurti aan de wereld voor te stellen als de Messias, de teruggekeerde en gereïncarneerde Christus - voor Steiner een absurditeit. Tijdens dit conflict uitte zich een diepgaand verschil van inzicht in de taak en de "levensweg" van de mens op aarde. Een aantal leden van de Theosofische Vereniging volgde hem en zij vormden een nieuwe beweging, steunend op zijn leer die hij antroposofie noemt. Niet de Theos (Het Goddelijke) is maatgevend voor wijsheid (Sofia), maar de Anthropos, de zich geestelijk ontwikkelende mens.

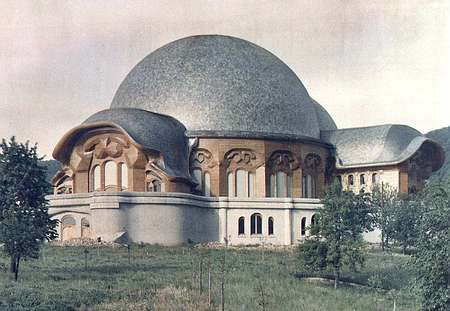
Het eerste Goetheanum (ontworpen door Steiner)

Inhoudelijk belangrijke thema's van de antroposofie zijn: de geestelijke wereld van de hiërarchieën, de Christus-mysteriën, Christian Rosenkreuz, de moderne scholingsweg, karma en reïncarnatie. Ook andere thema's worden uitgebreid behandeld, zoals de spirituele ontwikkeling van de mensheid door de geschiedenis heen.

"Mijn ontmoeting met Rudolf Steiner bracht me ertoe me sindsdien met hem bezig te houden en me altijd bewust te blijven van zijn betekenis. We voelden beiden dezelfde verplichting om de mens weer tot echte innerlijke beschaving te brengen. Wat deze grote persoon en diepe mens in de wereld teweegbracht heb ik van harte toegejuicht."
— Albert Schweitzer

## Waldorfpedagogiek
In 1919 kreeg Steiner in Stuttgart de leiding over de Freie Waldorfschule, opgezet door de fabrikant Emil Molt, eigenaar van de sigarettenfabriek Waldorf-Astoria, om de arbeiders en de directeuren nader tot elkaar te brengen. Steiner ontwikkelde een pedagogiek die ten grondslag kwam te liggen aan de wereldwijde waldorfbeweging met scholen voor basis- en middelbaar onderwijs in vele landen. Het woord 'vrij' in de benaming 'vrije waldorfschool' was bedoeld om aan te geven dat de overheid geen zeggenschap dient te hebben over de vorm van onderwijs. De geest moet vrij van welke overheidsdwang dan ook, tot ontwikkeling kunnen komen.
Deze gedachte stamt uit de zogeheten Dreigliederung, de Driegeleding (een vrije Geest, een rechtssysteem op basis van gelijkheid, en een sociale ordening gebaseerd op broederschap). Kern van de pedagogische inzichten van Rudolf Steiner is zijn opvatting van de ontwikkelingspsychologie van het kind. De lesstof is in overeenstemming met de fase waarin het kind verkeert en sluit aan op de behoefte van het kind. Uitgangspunt is de antroposofische menskunde.
Kunst is volgens Steiner een natuurlijke behoefte van ieder kind en de waldorfpedagogiek kenmerkt zich onder andere door de prominente rol die de kunst erin heeft. Doel van het onderwijs is enerzijds dat het opgroeiende kind zich ontwikkelt tot een sociaal vaardige, zelfstandige volwassene, in staat om de voor hem of haar specifieke invulling van het (beroeps)leven te volbrengen. Anderzijds dat het kind zijn of haar geestelijke vermogens, zijn of haar "zielenleven", tot volle ontwikkeling kan laten komen. Volgens de principes van de waldorfpedagogiek legt iedere leerling een volledige leerweg af van het zesde tot en met het achttiende levensjaar.
Bij scholen volgens de principes van de waldorfpedagogiek spreekt men in Duitstalige landen meestal over Freie Waldorfschulen en in Engelstalige landen van Waldorf schools. In Nederland spreekt men over vrijescholen en in Vlaanderen van steinerscholen.

## Heilpedagogie
In 1924 hield Steiner een reeks voordrachten voor een kleine groep van pedagogen en artsen over - zoals dat thans heet - mensen met een verstandelijke handicap. Uitgangspunt was dat ieder mens zich kan en moet ontwikkelen. Zij die hierbij helpen, profiteren daarvan ook in hun eigen ontwikkeling.

## Biologisch-dynamische landbouw
Steiner ontwikkelde de teeltmethode die biologisch-dynamische landbouw heet, waarin bodemvruchtbaarheid en versterking van de natuurlijke groei centraal staan. Het landbouwbedrijf wordt daarbij als organisme opgevat, en bedrijfsvreemde elementen worden zo veel mogelijk vermeden. Een biologisch-dynamisch bedrijf streeft naar diversiteit in geteelde gewassen en gehouden dieren. Ook wordt er met preparaten gewerkt waarvan verondersteld wordt dat die kosmische invloeden van de planeten opvangen en zorgen voor groei en levenskracht, en een betere bewaarkwaliteit van de gewassen. Het gebruik van compost is een essentieel element in de biologisch-dynamische landbouw. Ook hier worden specifieke mestpreparaten ingezet om (koe)mest om te zetten naar compost van hoge kwaliteit.

## Sociale driegeleding

### Geestesleven, politiek en economie
Steiner legde eveneens de basis voor een sociaal systeem dat hij sociale driegeleding noemde en dat de drie delen beschrijft waaruit de samenleving bestaat: het culturele of geestesleven (onderwijs), het rechtsleven (sociale structuren) en het economische leven (banken, bedrijven, handel). Deze drie gebieden zouden volgens Rudolf Steiner totaal onafhankelijk van elkaar moeten bestaan in de menselijke samenleving, elk zonder inmenging van de twee anderen.
Een vroege min of meer onbewuste poging om deze sociale driegeleding tot stand te brengen, kan worden gezien in het Franse "Liberté, Egalité, Fraternité" (vrijheid, gelijkheid, broederschap). Tijdens de Franse Revolutie kwamen de drie idealen in het bewustzijn van de mensen, idealen die pas echt begrepen kunnen worden wanneer ze elk worden nagestreefd in een eigen werksfeer. Vrijheid in het culturele of geestesleven, gelijkheid in het rechtsleven en broederschap in de economie. Een parallelle gedachtegang vindt men in Nederland bij Abraham Kuyper in zijn publicatie "Soevereiniteit in eigen kring"(1886), waarbij de "kringen" de verschillende levensgebieden aanduiden die elkaar niet mogen overheersen. 
We kunnen vrij denken en vrij onze capaciteiten ontwikkelen. Deze activiteiten maken deel uit van het culturele leven. Wanneer we onze denkbeelden toepassen in de wereld, ontmoeten we andere mensen. Dan blijkt dat we de meeste zingeving en waardering van ons werk ervaren wanneer we broederschap betrachten. Voor het onderlinge overleg tussen mensen en het maken van wetten en afspraken, moeten we elkaar als gelijke benaderen. Dan pas komen in de rechtssfeer de begrippen eerlijkheid en rechtvaardigheid in de maatschappij tot gelding.

### Geldwezen
De sociale driegeleding kan een afspiegeling krijgen in het geldwezen, waardoor ook het geld in de maatschappij gezonder kan werken.
Steiner spreekt van koopgeld, wanneer het geld zijn functie krijgt in het economische levensgebied. Het koopgeld drukt de waarde uit van een tegenprestatie, gedurende een transactie. Dergelijke transacties worden in verlies- en winstrekeningen beschreven.
Het leengeld drukt de waarde uit van een (leen)relatie die wordt aangegaan. Zo'n leenrelatie werkt in de tijd tussen mensen en wordt vormgegeven in de rechtssfeer. Hoofdsom, rente en aflossing bepalen de relaties, die op balansen worden beschreven.
Het schenkgeld ten slotte maakt het culturele of geestesleven mogelijk. Omdat mensen niet hoeven te werken voor hun inkomen kunnen zij zich in vrijheid ontwikkelen. De post "eigen vermogen" op balansen geeft aanwijzingen over de beschikbaarheid van schenkgeld.
Volgens Steiner bepalen mensen welke functie het geld krijgt. Wanneer geld in transactie wordt gebruikt bepalen degene die het geeft en degene die het ontvangt samen welke functie het geld krijgt. In de boekhouding worden de gevolgen beschreven en in organogrammen is na te zien of de betrokken mensen tot handelen bevoegd zijn.

## Racisme

### Commissie-Van Baarda
In de jaren 1990 kwam in Nederland aan het licht dat racistische inhoud uit het werk van Rudolf Steiner als leerstof werd aangeboden in de lessen Rassen- en Volkenkunde in het vrijeschoolonderwijs. In opdracht van de Antroposofische Vereniging in Nederland werd onderzoek gedaan naar racistische inhoud van Steiners publicaties door een daarvoor aangestelde commissie onder leiding van de antroposoof Van Baarda. Zestien passages werden aangemerkt als mogelijk racistisch.

### Geannoteerde boeken
Een Duitse overheidsinrichting (centrale voor de beoordeling van media die een gevaar voor de jeugd voorstellen) besloot op 6 september 2007 twee daarvoor aangemelde boeken van Steiner niet op te nemen in de 'Index jugendgefährdender Schriften'. Hoewel de commissie elementen aantrof die naar haar oordeel 'in onze huidige tijd als racistisch te beoordelen zijn', was het voldoende dat de betreffende uitgever toezegde deze boeken van Steiner van commentaar te voorzien en exemplaren die op dat moment in de winkels lagen van een inlegblad te voorzien.

## Pseudowetenschappelijke beweringen
Volgens Dan Dugan was Steiner een voorvechter van de volgende pseudowetenschappelijke beweringen:
1. verkeerde kleurentheorie: Steiner verdedigde Goethe's kwalitatieve beschrijving van kleur als synthetisch voortkomend uit de polariteit van licht en duisternis, in tegenstelling tot Newton's op deeltjes gebaseerde en analytische theorie;
2. onzinnige kritiek op de relativiteitstheorie;[43]
3. rare ideeën over de bewegingen van de planeten;[44]
4. ondersteunt het vitalisme;
5. betwist de kiemtheorie, de wetenschappelijke aanvaarde theorie voor veel ziekten. De kiemtheorie stelt dat micro-organismen die bekend staan als ziekteverwekkers of "kiemen" tot ziekte kunnen leiden;[5]
6. rare benadering van fysiologische systemen;
7. "het hart is geen pomp".[4][45] Daarnaast zijn er in het werk van Steiner nog tal van beweringen te vinden die hetzij pseudowetenschappelijk hetzij onwetenschappelijk, d.w.z. in contradictie met de toenmalige en/of de huidige algemeen aanvaarde wetenschappelijke theorieën, zijn. Enkele voorbeelden daarvan zijn:

1. De al dan niet aan Feng shui ontleende gedachte dat de oriëntatie van een bed een invloed zou hebben op de gezondheid.[46]
2. Het aanhangen van een esoterische vorm van creationisme[47], wat zich onder andere ook vertaalde in het verwerpen van de Darwinistische evolutietheorie ten voordele van de racistische doctrines van Arthur de Gobineau, die stelde dat de mens niet zozeer van de dieren afstamt, maar van goden. De Gobineau ontleende aan zijn eigen stamboom-onderzoek de overtuiging dat hij afstamde van Odin.[48]
3. De bewering dat dat eilanden 'drijven' of 'zwemmen' in de zeeën en oceanen en door niet nader genoemde 'sterrenkrachten' op hun plaats worden gehouden.[49]

## Eerbetoon
- Haarlem kent een Rudolf Steinerstraat en in Zutphen is een laan naar hem genoemd.
- In 1992 is Rudolf Steiner post mortem gedoopt door leden van de Mormoonse Kerk.[50]